# 節分

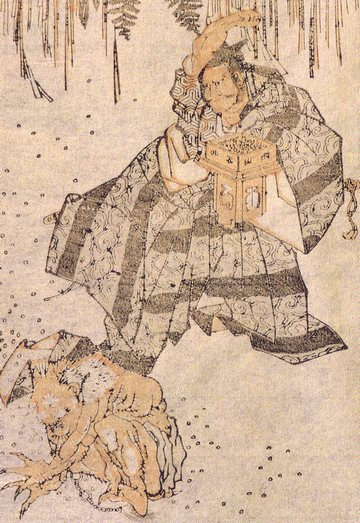
葛飾北斎画：『北斎漫画』
『節分の鬼』豆撒き

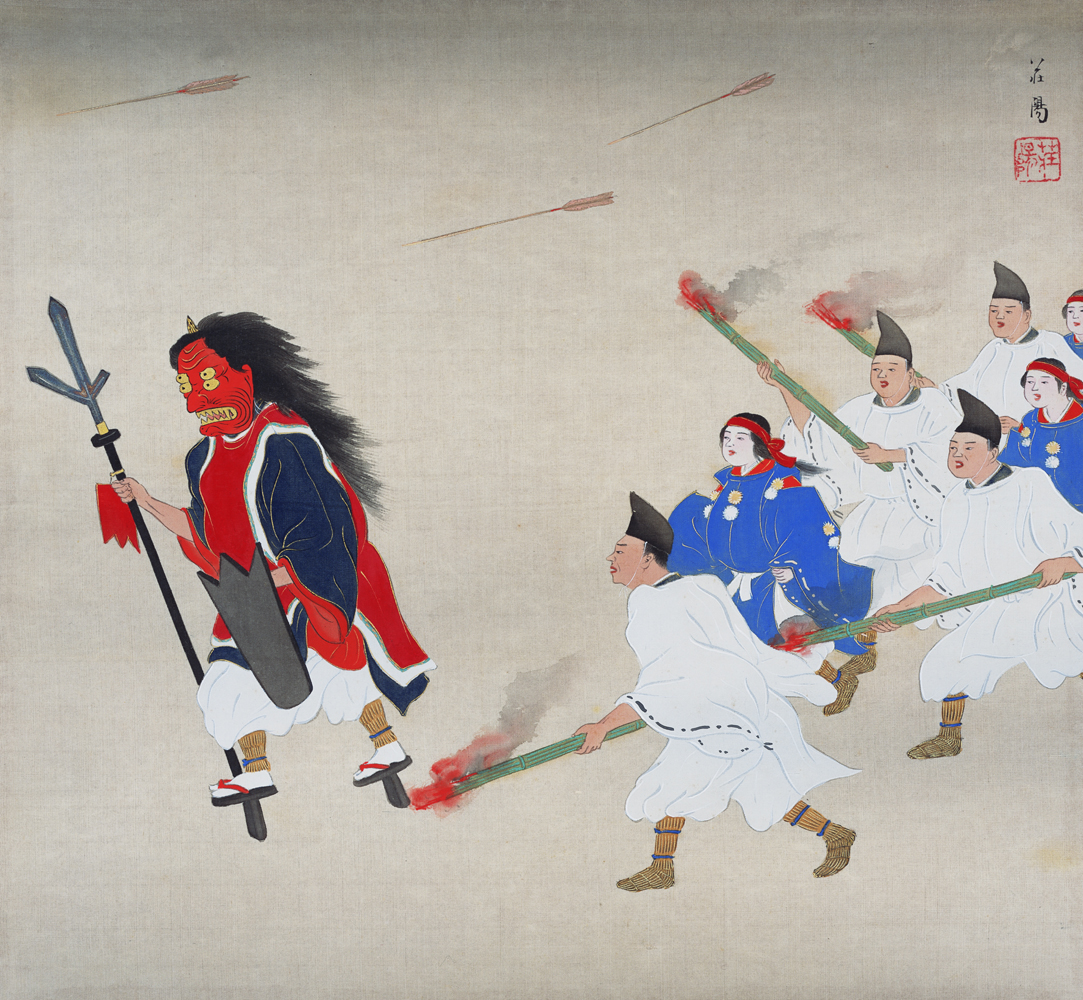
『吉田神社追儺』 - 都年中行事画（1928年）

節分（せつぶん、せちぶん）は雑節の一つで、各季節の始まりの日（立春・立夏・立秋・立冬）の前日のこと。節分とは「季節を分ける」ことも意味している。江戸時代以降は特に立春（現代日本のグレゴリオ暦においては変動するが毎年2月4日ごろ）の前日を指す場合が多い。
太陰太陽暦（旧暦）では、立春に最も近い新月を元日とし、月（太陰）の満ち欠けを基準（月切）にした元日（旧正月）と、太陽黄経を基準（節切）にした立春は、ともに新年ととらえられていた。したがって、旧暦12月末日（大晦日）と立春前日の節分は、ともに年越しの日と意識されていたことになる。今も節分を「年越し」「年取り」と呼ぶ地域があるのはこの名残である。
本項目では、立春の前日、節分に行われる伝統的な行事について述べる。
一般的には「鬼は外、福は内」と声を出しながら福豆（煎り大豆）を撒いて、年齢の数だけ（もしくは1つ多く）豆を食べる厄除けを行う。また、玄関などに邪気除けの柊鰯などを飾る。これらは、地方や神社などによって異なってくる（後述）。

## 概要
季節の変わり目には邪気（鬼）が生じると信じられていたため、それを追い払うための悪霊ばらい行事が執り行われていた。
宮中での年中行事であり、『延喜式』では、彩色した土で作成した牛と童子の人形を大内裏の各門に飾っていた。
「土牛童子」ともいわれ、大寒の日の前夜の夜半に立てられ、立春の日の前夜の夜半に撤去された。『延喜式』によれば、土偶（土人形の意）も土牛も、各門での大きさは同じで、土偶は高さ2尺で、方1尺5寸・厚さ2寸の板に立てる。土牛は高さ2尺・長さ3尺で、長さ3尺5寸・広さ1尺5寸・厚さ2寸の板に立てる。陽明門および待賢門には、青色のものを、美福門朱雀門には、赤色のものを、郁芳門、皇嘉門、殷富門および達智門には、黄色のものを、藻壁門および談天門には、白色のものを、安嘉門および偉鑒門には、黒色のを、立てる。『公事根源』十二月には、「青色は春の色ひんかしにたつ赤色は夏のいろ南にたつ白色は秋のいろ西にたつ黒色は冬の色北にたつ四方の門にまた黄色の土牛をたてくはふるは中央土のいろなり木火金水は土ははなれぬ理有」とある。
これは、平安時代頃から行われている「追儺」から生まれた。元中国から伝わったこの行事は日本に定着していき、現在の節分の元となった
。
『続日本紀』慶雲三年十二月の条によると706年にこの追儺が始まっている（「是年天下諸国疫疾百姓多死始作土牛大儺」（この年、天下諸国に疫病あり。多くの民が死に、はじめて土牛を造り大儺（だいだ）す）。これが室町時代に使用されていた「桃の枝」への信仰にかわって、炒った豆で鬼を追い払う行事となって行った。
近代、上記の宮中行事が庶民に採り入れられたころから、当日の夕暮れ、柊の枝に鰯の頭を刺したもの（柊鰯）を戸口に立てておいたり、寺社で豆撒きをしたりするようになった。

## 日付
| 年              | 年を4で割った余り | 年を4で割った余り | 年を4で割った余り | 年を4で割った余り |
| 年              | 1                 | 2                 | 3                 | 0                 |
| --------------- | ----------------- | ----------------- | ----------------- | ----------------- |
| 1873年 - 1884年 | 3日               | 3日               | 3日               | 3日               |
| 1885年 - 1900年 | 2日               | 3日               | 3日               | 3日               |
| 1901年 - 1917年 | 3日               | 4日               | 4日               | 4日               |
| 1918年 - 1954年 | 3日               | 3日               | 4日               | 4日               |
| 1955年 - 1987年 | 3日               | 3日               | 3日               | 4日               |
| 1988年 - 2020年 | 3日               | 3日               | 3日               | 3日               |
| 2021年 - 2057年 | 2日               | 3日               | 3日               | 3日               |
| 2058年 - 2090年 | 2日               | 2日               | 3日               | 3日               |
| 2091年 - 2100年 | 2日               | 2日               | 2日               | 3日               |
| 2101年 - 2123年 | 3日               | 3日               | 3日               | 4日               |

節分の日付は一般には2月3日であるが常にそうではなく、1984年までは4年に1度の閏年の節分は2月4日だった。また、1985年から2020年までは毎年2月3日だった。2021年から2057年までは閏年の翌年の節分は2月2日になる。グレゴリオ暦での最初の節分となった1873年から22世紀初頭までの具体的な日付は表のようになる。数十年のスケールで徐々に前倒しになってくるが、4で割り切れても閏年とならない1900年、2100年、2200年…の翌年に1日遅れて帳消しとなる。
立春の前日であり、立春は太陽黄経が315度となる日である。このように、間接的に天体の運行に基づいているので、日付は年によって異なり、また未来の日付は軌道計算に基づく予測しかできない。なお厳密には、基準とする標準時によっても異なるが、日本以外では祝う風習がないので、旧正月のように国による日付の違いが話題となることはない。

### 年内節分
太陰太陽暦では、年末に立春を迎えることがある。それに伴い節分も年内となる。これを年内節分という。

### 九星
暦注において、年の九星は立春をもって切り替わるので、節分までは前年の九星となる。

## 歴史
節分とは立春・立夏・立秋・立冬の前日を意味し、その中でも立春の前日としての節分に行われる風習としてはいくつかあるが、最も一般的といえる鬼払いの風習は、中国の風習を由来とする平安時代の追儺（ついな）、鬼遣（おにやらい）と呼ばれた宮中行事を元としているとされる。
行事の由来とされる中国の歳事は、元々太陰太陽暦（旧暦）で十二月の歳事だった。この頃は一年の変わり目、冬から春に転じるときで変化が大きく、疫鬼が民に病や災禍をもたらすとされた。そこで疫鬼を駆逐し、古い年を送り、新たな年、春の陽気、吉福を内に迎えた（「後漢書」礼儀志中などに記載）。
「周礼（しゅらい）」夏官（かかん）に書かれた歳事は以下のようなものである。
また、元々は疫鬼を追い払う役であった方相氏が、次第に追い払われる鬼役になったという説がある。
中国から伝わった追儺（ついな）や鬼遣（おにやらい）は当初、年越しの儀式だった。やがて季節の分かれ目である節分の中でも、立春の前日に行われるようになったが、この時期はまだまだ寒い。そして季節が移ろう時期は体調を崩しやすい。ちょっとした風邪から大病につながったり、深刻な病をもたらすこともある。そんな病魔を、人々は鬼、あるいは疫鬼として恐れた。
平安時代の女流作家・藤原道綱母（ふじわらの みちつなのはは）が著した『蜻蛉（かげろう）日記』には、900年代の人々が鬼遣に興ずる様子が描かれている。室町時代には形を変えて豆をまくようになったが、これは「魔滅」（まめ）に由来する。鬼の目である「魔目」（まめ）を滅ぼす力を持つ「魔滅」すなわち「豆」なのだ。なんだか駄洒落のようだが、日本人は古来言霊の存在を信じ、言葉に霊力と意味を与えてきたのだ。それに豆は「五穀」（米、麦、ひえ、あわ、豆）のひとつであり、農耕民族である日本人の生活に欠かせないもので、力が宿るとされてきた。これを穀霊信仰という。だからこれら五穀は神事にも使われ、中でも豆と米は神聖な存在として、鬼を払う力を持っていると信じられていたのだ。
室町時代後期成立とされる『貴船の本地』（貴船神社縁起）では、娘が人間と恋をしたために、鬼が日本人を食おうとし更に軍勢で襲撃しようとしたが、その鬼封じの為に明法道の博士が導入した儀式であるとされている。

## 豆まき

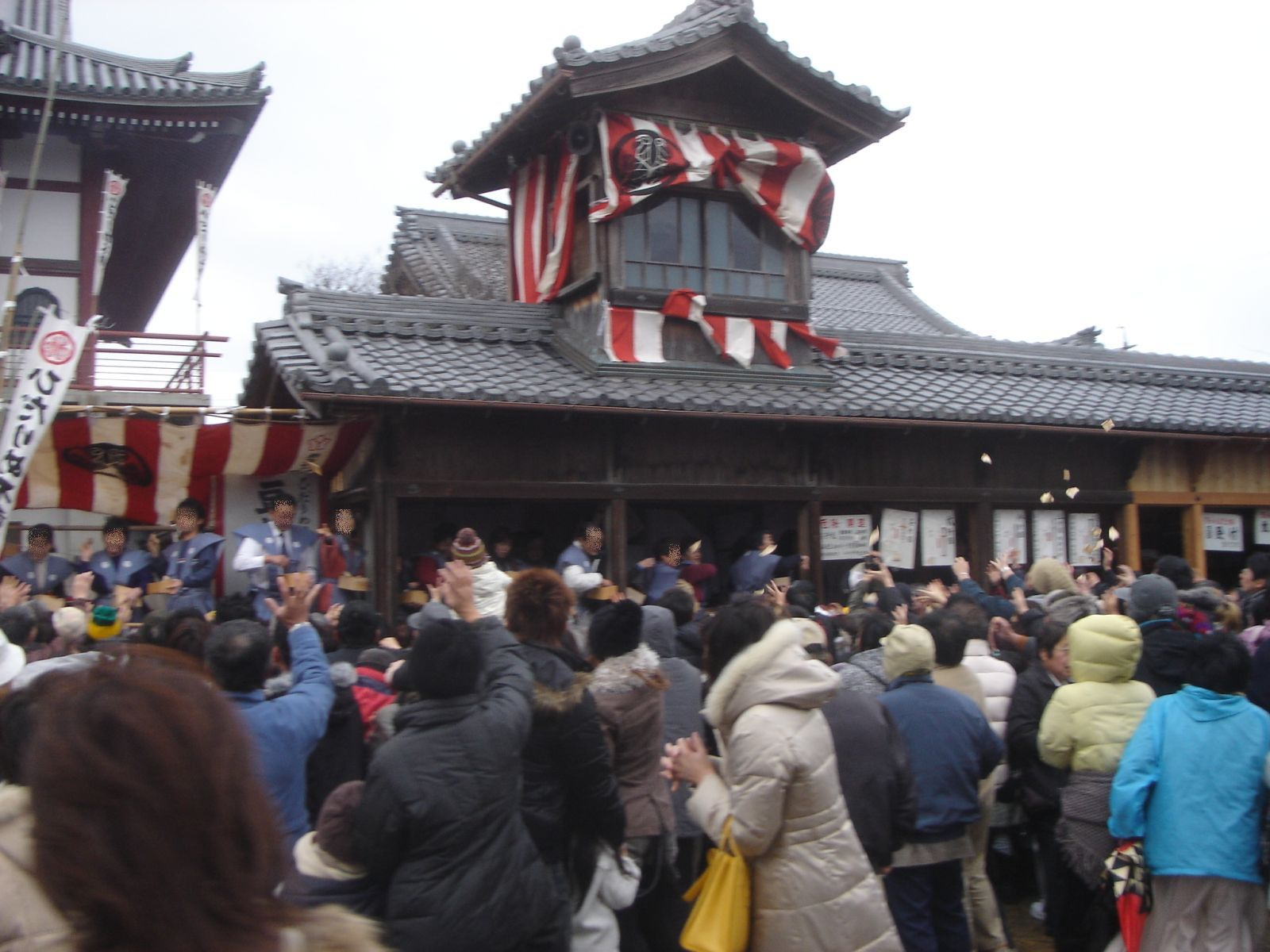
神社における豆撒きの様子

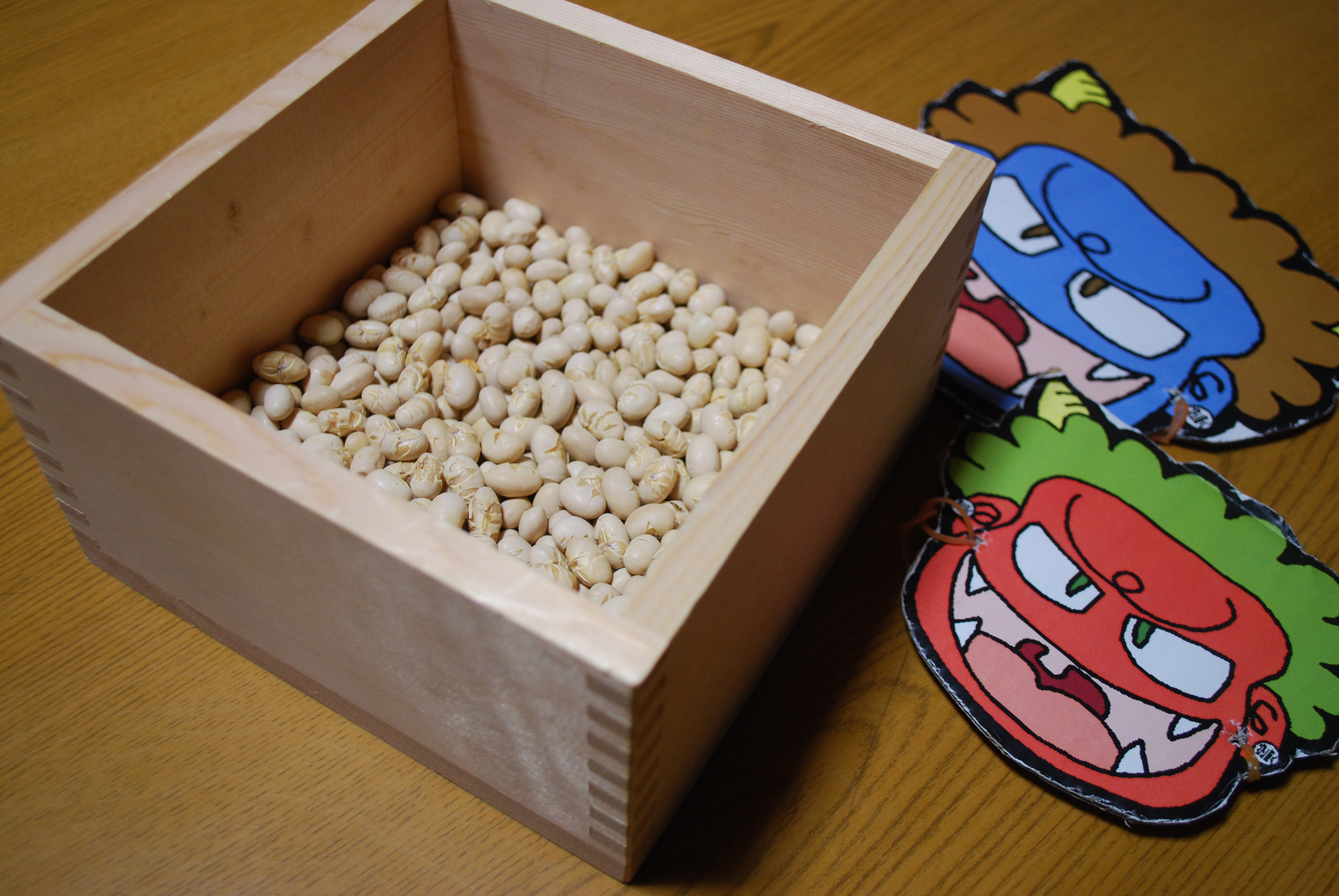
家庭の豆撒きで使用する豆とお面

節分に豆まきを行った文献が見られるようになるのは南北朝時代以降のこと（『看聞御記』や『花営三代記』など）である。中国の『漢旧儀』によると漢代に厄除けや魔祓いのために小豆や五穀を撒く風習があったとしているが、日本の追儺（鬼やらい）の行事に豆を撒いていたかは文献からははっきりしない。ただ、平安時代には散米と称して米を撒く風習が広くみられた。
節分の豆まきに関して、文献に現れる最も古い記録は、室町時代の応永32年正月8日（1425年1月27日）（節分）を記した2文書である。宮中の『看聞日記』には「抑鬼大豆打事、近年重有朝臣無何打之」とあり、室町幕府の記録『花営三代記』には「天晴。節分大豆打役。昭心カチグリ打。アキノ方申ト酉ノアイ也。アキノ方ヨリウチテアキノ方ニテ止」とあることから、この頃既に都の公家や武家で豆まきが習わしになっていたことがわかる。
その20年後に編纂された辞典『壒嚢鈔』（1445年または1446年成立）巻一の八十三「節分夜打大豆事」には、宇多天皇の時代（867年 - 931年）、鞍馬山の僧正が谷と美曽路池（深泥池）の端にある石穴から鬼が出て来て都を荒らすのを、祈祷し、鬼の穴を封じて三石三升の炒り豆（大豆）で鬼の目を打ちつぶし、災厄を逃れたとする由来伝説が記されている。
豆は、「穀物は生命力と魔除けの呪力が備わっている」という信仰、または語呂合わせで「魔目（豆・まめ）」を鬼の目に投げつけて鬼を滅する「魔滅」に通じ、鬼に豆をぶつけることにより、邪気を追い払い、一年の無病息災を願うという意味合いがある。
寺院で行われる豆まきには、多くの人々が殺到するようになったが、第二次世界大戦直前の1941年2月の時点では既に食糧事情が悪化しており、「豆」を大量に入手することは困難になっていた。東京の回向院や増上寺では豆まき行事は中止された。浅草寺では堂内だけで縮小して行われた。池上本門寺では小さな紙袋に少量の豆を入れて豆まきが行われた。
節分を初めて英文で紹介したのはエドワード・グリー（Edward Greey）とされている。小泉八雲も「知られぬ日本の面影」で節分を「主に悪魔払いの儀式として有名」と紹介している。
なお、各地の伝承としては、豆まきは必ずしも節分のみに行われたわけではなく、煤払い（煤掃き）の日、大晦日、七日正月などに行う地域もあった。岩手県西根町や釜石市の一部では煤はき（煤払い）の日などにも豆まきが行われた。

### 方法

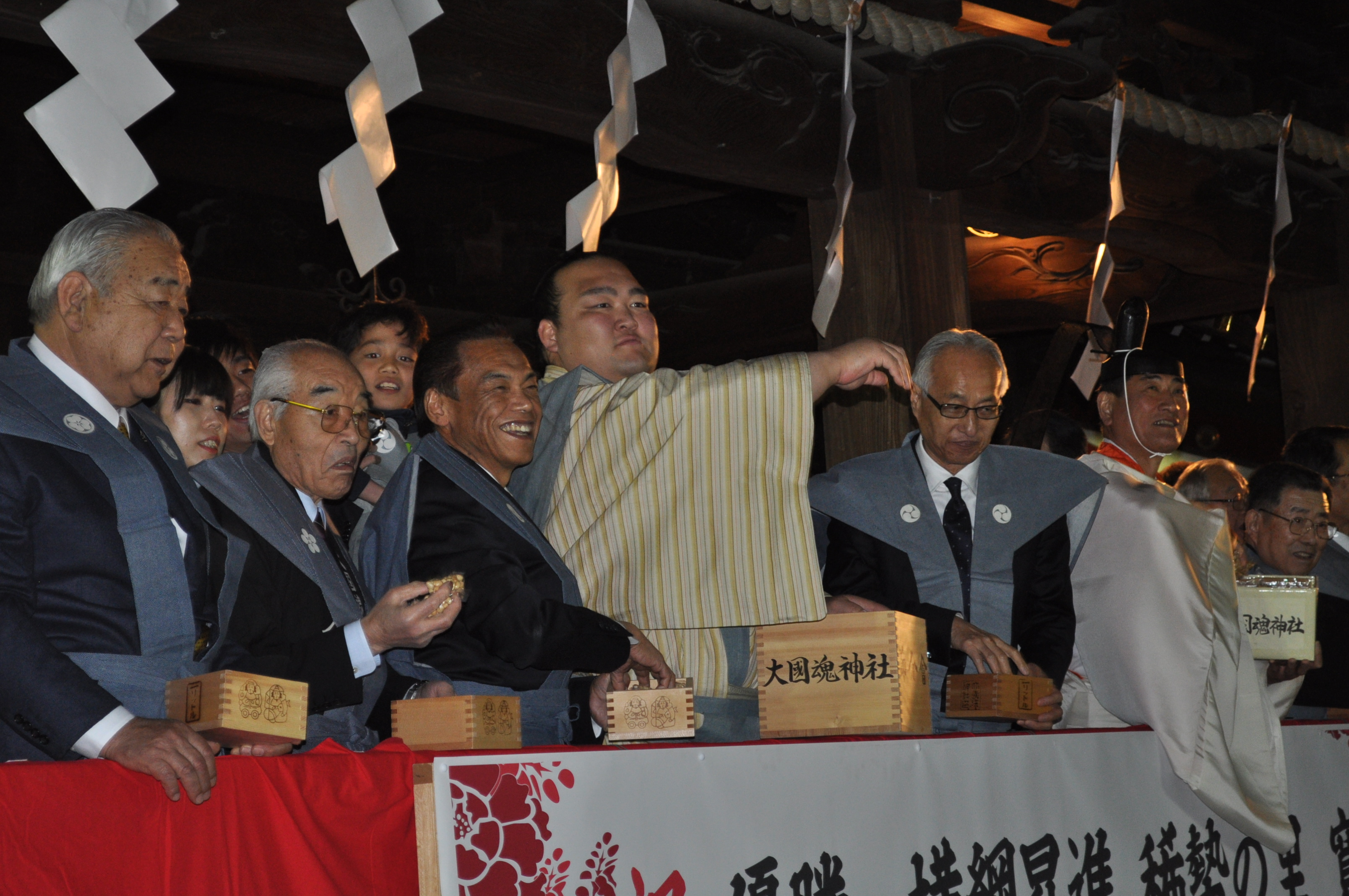
大國魂神社節分祭 新横綱稀勢の里関の豆まき（2017年2月3日撮影）

歴史的には節分に米、麦、搗栗、炭など撒く例もあるが、一般的には大豆が用いられる。大豆は五穀の中で最も安価で手近にあり、鬼を追い払うときにぶつかって立てる音や粒の大きさが適当だったからとする説もあるが定かではない。一般的に煎り豆が使用されるが、多くの地域に豆から芽が出ることを恐れる伝承が残っており、邪悪なものが再び蘇らないようにする意味があったと考えられている。炒り豆を神社や寺社に備える風習が各地にみられる。
スーパーマーケットなどの特設コーナーで、炒った豆をパックにし、福豆（ふくまめ）などの名称で販売される。鬼のお面（お多福の面が入っている商品もある）がおまけとしてついているものもあり、父親などがそれをかぶって鬼の役を演じて豆撒きを盛り上げる。しかし、元来は家長たる父親あるいは年男が豆を撒き鬼を追い払うものであった。
小学校では6年生が年男・年女にあたるため、6年生が中心となって豆まきの行事を行っているところもあり、神社仏閣と幼稚園・保育園が連携している所では園児が巫女や稚児として出る所もある。相撲力士を招いて（醜・しこ・四股を踏む事により、凶悪な鬼を踏みつけ鎮める悪魔祓いをする）豆撒きをする社寺もある。
豆が幼児の鼻や耳に入ってけがをする危険やアレルギーなどを考慮して、豆の代わりに新聞紙を丸めたもので豆まきを行う乳幼児施設もある。
北海道・東北・北陸・南九州の家庭では 落花生を撒き、寺社や地域によっては餅や菓子、みかん等を投げる場合もあるが、これは「落花生は大豆より拾い易く地面に落ちても実が汚れない」という合理性から独自の豆撒きとなった。
大豆を自分の年齢（数え年）の数だけ食べる風習もみられる。
豆をまく際には掛け声をかける。室町時代の相国寺の僧侶、瑞渓周鳳の日記である『臥雲日件録』の文安4年12月22日（1449年1月16日）の記述には「散熬豆因唱鬼外福内」とあるように、掛け声は通常「鬼は外、福は内」である。
しかし、地域や神社によって異なる場合がある。鬼を祭神または神の使いとしている神社、また方避けの寺社では「鬼は外」ではなく「鬼も内（鬼は内）」としている。奈良県吉野町の金峯山寺で行われる節分会では役行者が鬼を改心させて弟子にした故事から「福は内、鬼も内」としている。また新宗教の大本は鬼神を「艮の金神（国常立尊）」と解釈しているので、同じく「鬼は内」とする。「鬼」の付く姓（比較的少数だが「鬼塚」、「鬼頭」など）の家庭もしくは鬼が付く地名の地域では「鬼は内」の掛け声が多いという。山形市の鳥海月山両所宮でも鬼の字が姓に含まれる世帯もあることから、掛け声を「鬼は外、福は内」だけでなく「福は内、鬼も内」としている
。渡辺の名字の人は、平安期に源頼光に仕えた四天王の一人である渡辺綱が丹波・大江山にいた鬼の「酒呑童子（しゅてんどうじ）」を退治した為、豆まきをしない。大名九鬼家の領地でも、藩主に敬意を表して「鬼は内」としている。千葉県成田市の成田山新勝寺では「不動明王の前では鬼さえ改心する」というので「福は内」のみ叫ぶ。また、丹羽氏が藩主であった旧二本松藩領内の一部では「鬼は外」と言うと「おにわそと」転じて「お丹羽、外」となるため、それを避けるために「鬼、外」と言う所がある。

### ごもっとも
豆をまく後ろで、すりこ木や杓文字、すり鉢などを持ち、「鬼は外、福は内」の掛け声に合わせて「ごもっとも、ごもっとも」などと相槌を打つ風習が存在するが、ほとんどは家族ごとの伝統として受け継がれていてあまり知られていない。北海道、長野県、石川県、福井県、京都市、長崎県などの一部で地域的な伝承が見られるほか、深志神社（長野県松本市）、重蔵神社（石川県輪島市）、正覚院（石川県羽咋市）、知恩院（京都府京都市）、興福寺（長崎県長崎市）、有川神社（長崎県南松浦郡新上五島町）などの社寺でも行われている。
この風習に関連して以下のような行事もある。
- 長泉寺節分会（宮城県角田市） - 福男が福豆を撒いた後、年男が「ごもっとも」と叫んで、豆を拾おうとする人の股間にすりこ木を押し当て、厄落とし、五穀豊穣、子孫繁栄を願う[38]。
- 三峯神社「ごもっともさま」（埼玉県秩父市） - 「福は内」と豆をまく後ろで、先にしめ縄を巻き、根元にみかん2個を下げた巨大な棒を「ごもっともさま」と叫んで突き出し、五穀豊穣・大漁満足・夫婦円満・開運長寿・子授けを願う[39]。
- 浅草寺節分会（東京都） - 大きな杓文字をあおぐ「ごもっともさん」という役が鬼とともに登場する[40]。
- 手熊・柿泊のモットモ（長崎県長崎市） - 異装の「モットモ爺」を中心とした3人組が家々を訪問し、豆まきとともに「もっともー」と叫びながら、床を激しく踏み鳴らし、杖で激しく突いて、なまはげのように子供たちを驚かせる[41]。

## その他の民俗

### 邪気・魔物・妖怪
- 鬼
- 付喪神 - 立春前の「煤払い」に廃棄された古道具の精霊「付喪神」が腹を立て、節分の夜に妖怪となって一揆を起こす物語が『付喪神絵巻』に記されている。
- 百鬼夜行 - 節分に鬼や妖怪などが深夜に群れ歩く「百鬼夜行」が現れるとする、『増補下学集』（山脇道円）などの文献もある。
- 一本足 - 奈良県吉野郡中龍門村（現・吉野町）では節分の日にヤイカガシを玄関に掲げるのは、「一本足」が現れるのを防ぐためであるとする。
- 銭貸し - 節分の夜に銭の入った袋を担いで四つ辻に現れる。銭を貸してくれるが、次の節分の夜に返さなければ、恐ろしい事になるといわれる。
- カイナデ（カイナゼ） - 京都で、節分の夜に便所で尻を撫でるとされる妖怪。「赤い紙やろうか、白い紙やろうか」と唱えると避けられるという伝承がある。

### 魔除け

#### 柊鰯

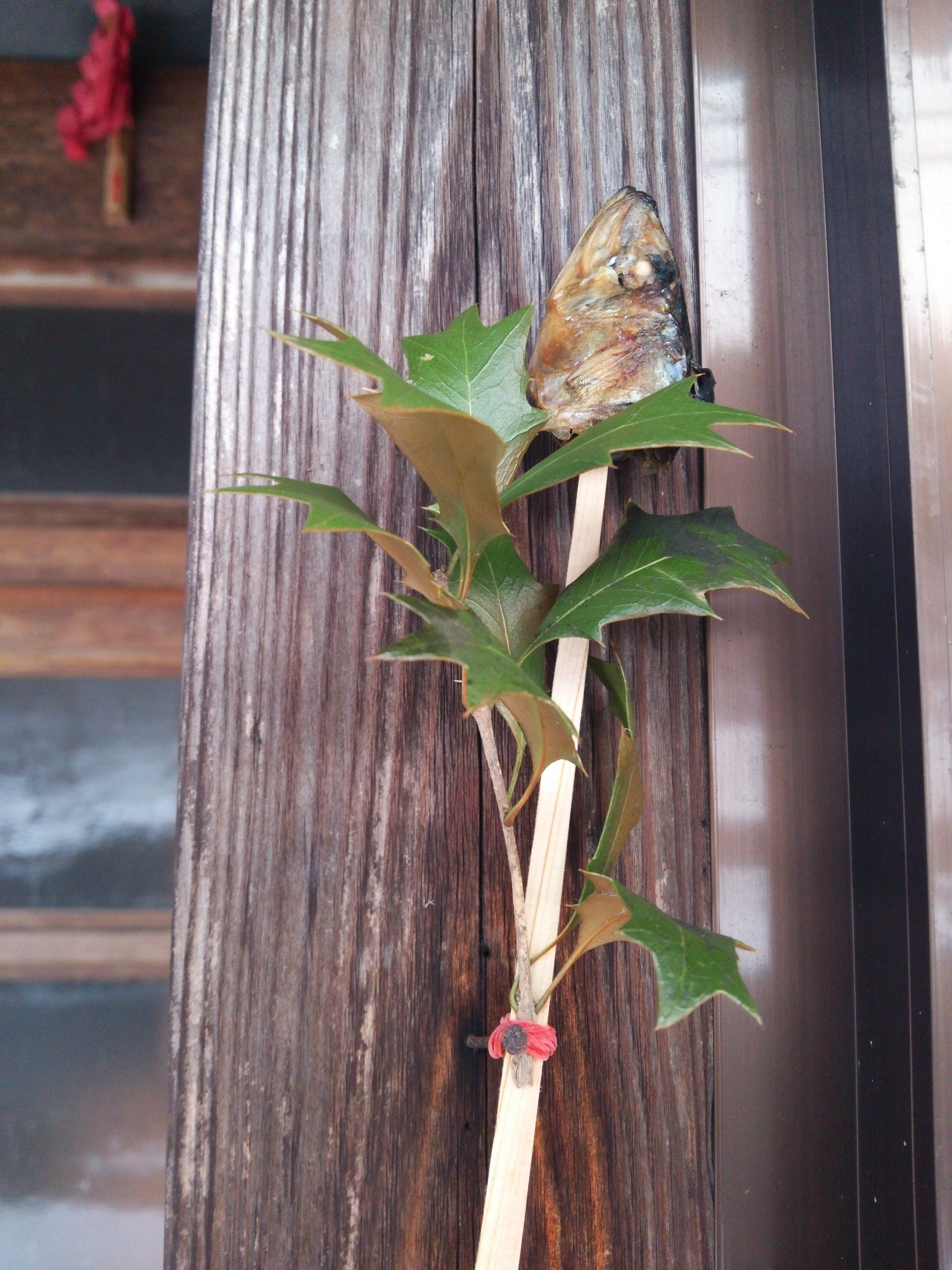
門口に挿した「やいかがし」

柊の小枝と焼いた鰯の頭、あるいはそれを門口に挿したもの。西日本では、やいかがし（焼嗅）、やっかがし、やいくさし、やきさし、ともいう。
「虫の口焼き」といって、鰯を焼くときに唾を吐きかけ、作物の害虫を退治する呪文を唱える地域が各地にある。

#### 鬼ぐい
愛媛県では、タラノキにトベラやヒイラギの葉と煮干しを括り付けた「鬼ぐ（喰）い」を戸口につるす風習がある。「鬼バラ」という地域もある。山口県の瀬戸内地域にもタラノキや山椒の枝にトベラやすすきを挿す同様の習慣がある。

#### 目籠
- 千葉県では目籠を逆さまにして竹竿に吊るし、鰯の頭を大豆の枝に刺したものとヒイラギ・グミの枝を束ねて門口に刺し、鬼が近づかないようにする[45]。
- 静岡県の中西部では、目籠にハナノキとビンカを結び付けて竹竿に吊るし、軒先高くに掲げて鬼を払う「鬼おどし」と呼ばれる習慣がある[46]。
- 山梨県では、目籠とネズの枝をしばり付けた長い竹竿を庭先に立て、籠の目を鬼の目として豆を投げてこの目をたくさんつぶすと一年の災いや不幸が減少するという信仰があり、昭和30年代まで盛んに行われていた[47][48]。
- 岐阜県恵那地方では、割り箸に刺したイワシの頭としっぽ、柊または馬酔木の枝を目籠に挿して、玄関に置く。鬼が玄関前で立ち止まり、籠の目を数え始めるとされる[49]。

#### 護符
- かにかや・蟹柊・蟹柊鰯 - 長野県上伊那には、5cm角程度の紙片に「かにかや」などと書いて家や便所・土蔵・納屋等の出入口の戸に貼りつける習慣があった[50]。これを読んだ鬼は意味が分からず迷っているうちに夜が明けてしまうとされる。
- 鬼めくり - 岐阜県東部（下呂市、中津川市加子母、加茂郡東白川村）には、短冊に鬼の顔と13個の点（閏年には12個）、五芒星を描いた「鬼札」を、黄楊や馬酔木の枝などと家の戸口に挿す風習がある。鬼は、点の数と1年の月数が違うため何度も数え直し、一筆書きの星の書き始めを探すうちに夜が明けて逃げていくと伝えられる。短冊には菓子やお金を付けることもあり、子供たちがめくって持ち帰る事で鬼が退散した事になるとされる。子供たちは友達と枚数を競い、盗られた家の人たちも厄払いになると喜ぶ。昔は割板に描き、それを畑にさしておくともぐらが来ないといわれた[51][52][53]。
- 十三月 - 岐阜県美濃加茂市周辺には、「十三月」と書いて柊鰯とともに門口に貼る習慣がある[54]。
- 角大師・豆大師 - 元三大師の護符を節分に頒布する寺院がある[55][56]。
- 鬼面札 - 熊野那智大社（和歌山県東牟婁郡那智勝浦町）では、赤鬼と青鬼をしめ縄の中に封じた鬼面札が配られ、災難除けとして門口に貼られる[57]。

### 厄祓い

#### 四つ辻
節分の夜に炒り豆を年の数だけ紙に包み、人知れず家に近い四つ辻の真ん中に捨てて、振り返らずに家まで戻り、厄を落とす風習が各地にある。豆ではなく、餅、金銭、火吹竹、炮烙、ふんどし、履物などのこともある。

#### かわらけ割り
神酒を飲んだり息を吹きかけたりして厄をうつした「かわらけ（土器）」を、形代とみなして砕き割る厄祓いが、大杉神社（茨城県稲敷市）、壬生寺（京都市中京区）、皇大神社（京都府福知山市）、尼崎えびす神社（兵庫県尼崎市）、海神社（神戸市垂水区）、香積寺（愛媛県東温市）、宝輪寺（長崎県長崎市）など、各地の社寺で行われる。

#### 鬼の豆
- 香川県さぬき市志度には、子供たちが袋を提げて商店をまわり、「鬼の豆ください」と豆やお菓子をねだりに来る「鬼の豆もらい」という風習が残っている。幼い平賀源内が厄払いの豆まきを見て「子供が鬼に成り代わって豆をもらえば、掃除もいらず、食べ物も粗末にならない」と言うのに、商家の人が感心して行事となったといういわれがある[72]。
- 広島県三原市には、子供たちが民家や店などを訪ね「鬼の豆ちょうだい」と言ってお菓子をもらう「鬼の豆」という風習がある[73]。

#### 節分お化け
厄払いのために、普段と違う服装で社寺参拝を行う。いつもと違う扮装をすれば、魔を追い払うことが出来ると信じられたことから始まったもので、単に「お化け」と呼ばれる事もある。一説では、当初は子供の様な格好をしたことから「お坊髪」と呼ばれ、それが「お化け」になったともされている東京の浅草、四ツ谷、京都の花街、大阪の北新地などでは、芸者（舞妓、芸妓）やホステスが、通常の芸妓衣装ではない、様々な扮装をする。

#### 小豆
ぜんざいやまんじゅう、赤飯など小豆を使った食べ物を近隣や親しい人に配って、厄落としを節分にする地域が関西に広がっている。小豆の赤色は邪気を払い厄を除け福をもたらす陽の色であるとされる。小豆を108人に食べてもらうと厄落としになると言われるところもある。

### 参詣
- 恵方詣り - 関西では、節分に恵方詣りが盛んに行われていたが、大正末期以降「初詣」が正月行事として定着し、恵方詣りは衰退した。
- 尾張四観音 - 名古屋には、尾張四観音の内、恵方の寺に参拝に行くと御利益が多いという風習がある。
- 節分四方参り - 京都では、北東の吉田神社、南西の壬生寺、南東の八坂神社（または伏見稲荷大社）、北西の北野天満宮へお参りする「四方参り（よもまいり）」という風習がある[74][76]。

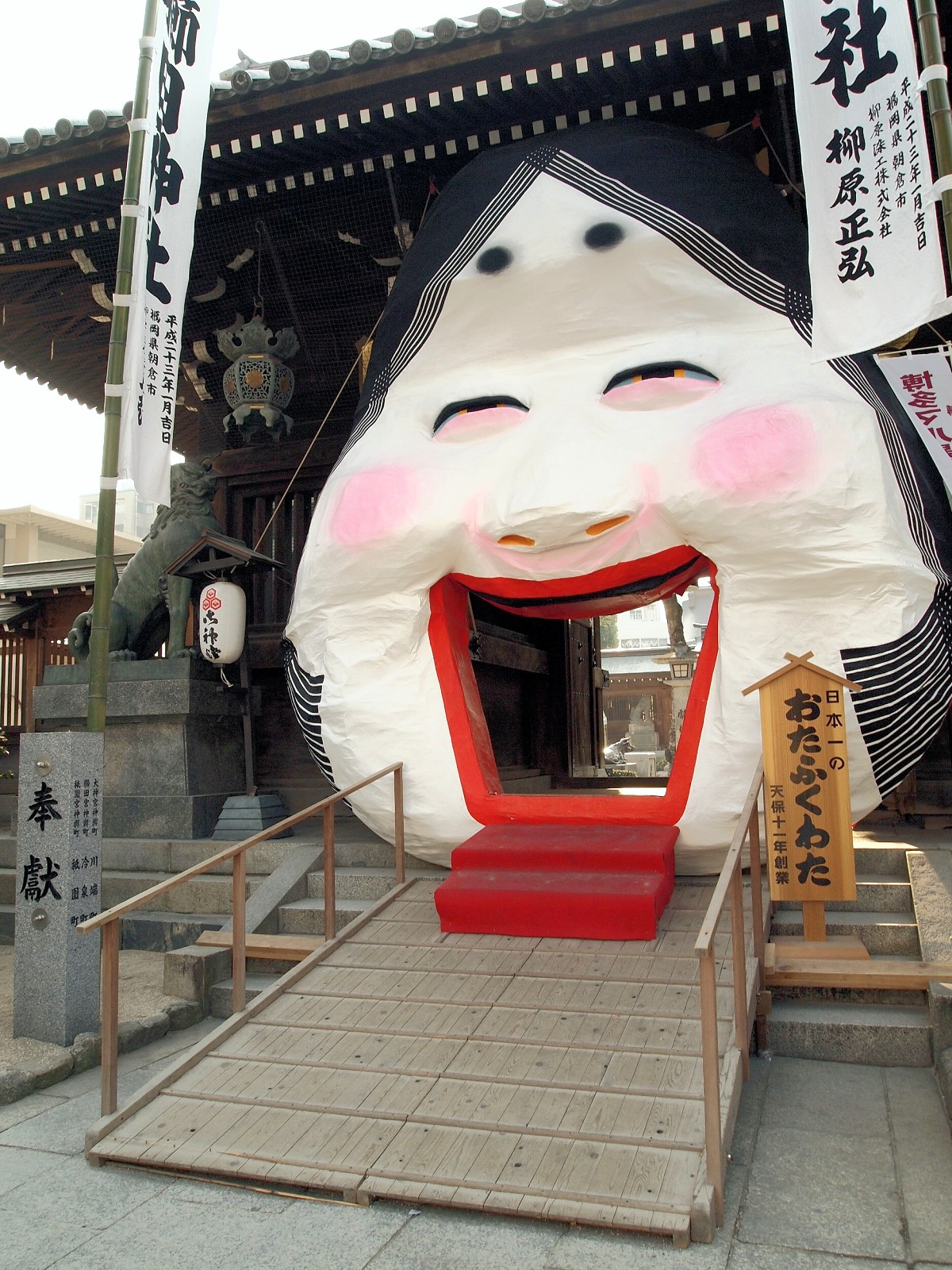
櫛田神社の大お多福面

- 大お多福面 - 福岡県下では、節分の時期、神社に「大お多福面」が設置され、大きな口をくぐると、商売繁盛や家内安全などの御利益があるとされている[77]。

### 占い

#### 豆占
豆を並べて焼き、焦げ具合からその年の作柄や月ごとの天候を占う。

#### 初夢
文献での初夢の初出は、鎌倉時代に西行が著した『山家集』巻上（1首目）の「年くれぬ 春くべしとは 思ひ寝に まさしく見えて かなふ初夢」である。その題に「立春の朝よみける」とあり、この時代には暦上の新年とは無関係に節分から立春の夜に見る夢を初夢としている。

## 行事食

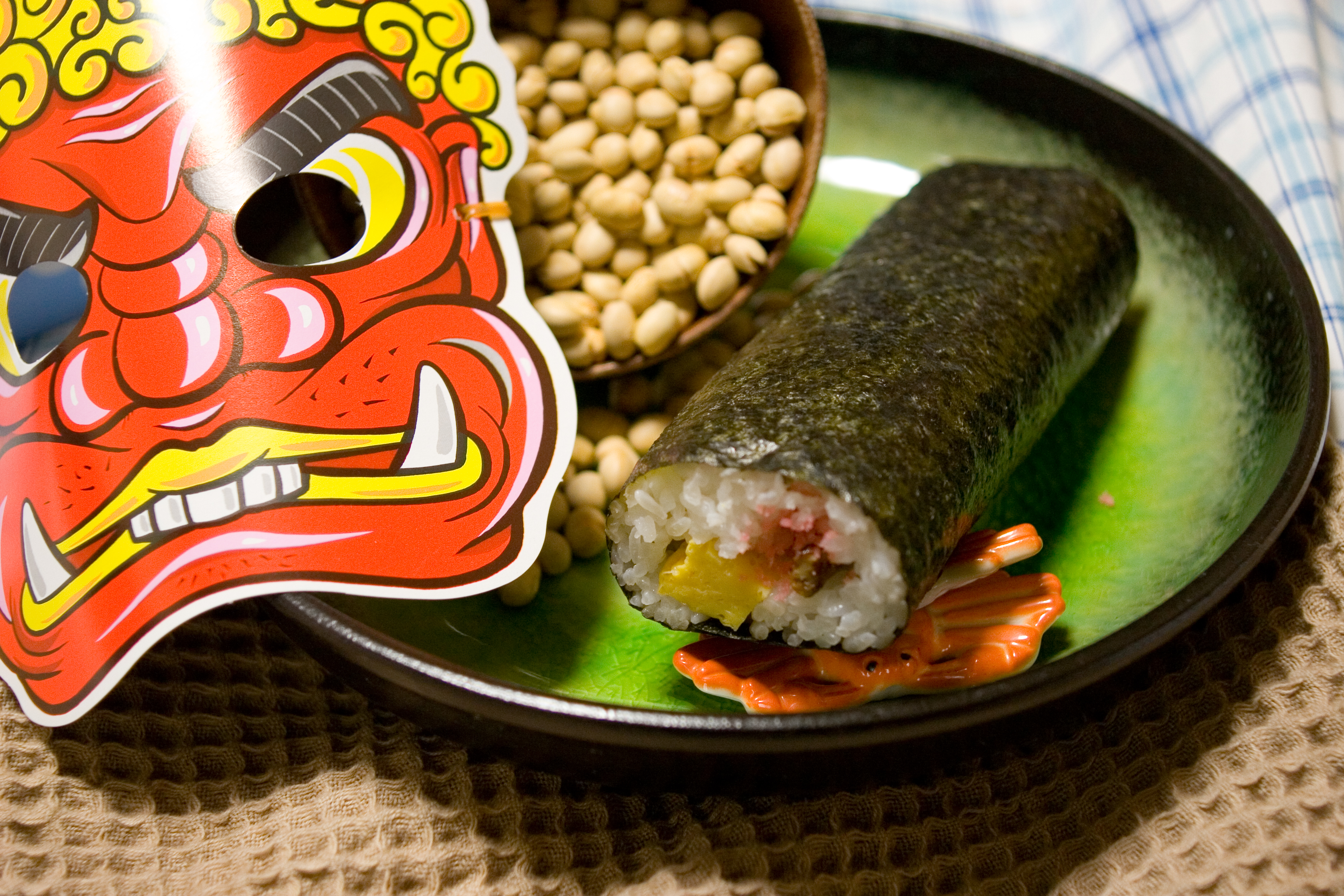
炒り豆と恵方巻

- 福豆 - 大豆を炒って福豆とする。“あり得ないことが起こる”を意味する「炒り豆の花が咲く」という諺があるので、厄払いに用いた豆から芽が出ないようにしっかりと炒り、豆まきを終えてから食べる[80]。自分の年齢あるいは年齢に1つ加えた数だけ食べるとされ、1回でその数だけ豆を握り取ることができると良いことがあるという所もある。また、炒り豆を保存しておき、初雷（立春後最初の雷）が鳴ったら食べると「病気をせず健康に過ごせる」「魔除けになる」「落雷の災いから免れる」という言い伝えが各地にある。
  - 豆まきで落花生を撒く地域は当然落花生を食べる。
  - 蓬莱豆 - 蘆山寺（京都市上京区）でまかれる砂糖でくるんだ紅白の豆。紅白一粒ずつ食べると寿命が6年延びると言われる[55]。
- 節分鰯
  - 西日本には節分に鰯の焼き魚を食べる「節分いわし」の風習がある。
  - 奈良県の大和高原地域では鰯をアラメで巻いた「め巻き」を食べる[81]。
- 福茶 - 福豆（大豆）と昆布、梅干しなどの具に煎茶や湯を注いだ茶。
- なた餅 - 遠州から三河にかけての風習で、一升餅から数え年の数だけ餅を取り、きな粉をまぶして厄落としの餅とする[59]。
- 節分蕎麦 - 文化11年（1814年）刊『大坂繁花風土記』にある年中行事の条に「十二月三十日 晦日そばとて、皆々そば切く（喰）ろふ。当月節分、年越蕎麦とて食す」「正月十四日 十四日年越とて、節分になぞらへ祝ふ。この日そば切を食ふ人多し」とある[82]。本来は節分に食べる蕎麦を「年越蕎麦」と呼び、大みそか（旧暦）に食べる「晦日そば」と区別していた[83][84][85]。明治の改暦により「年越し」が節分から新暦の大みそかに移ったため、しだいに年越し蕎麦は大みそかに食べられるようになっていった。しかし、節分に蕎麦を食べる習慣を残す地域もあり「節分蕎麦」と呼んで区別するようになった。
- 麦飯
  - 大坂船場安土町の水落家の「行事帳」文政6年（1823年）に記された節分の行事食に「塩いわし 麦飯」とある。また、大坂町奉行の久須美祐雋が安政3年（1856年）正月22日に起筆した随筆『浪花の風』には「節分大晦日には必らず麦飯を焚て、赤いわしを添へて祝ひ食ふ」とある。さらに、上方落語の「厄払い」には「年越しの晩はどこのお家（うち）でも、みな麦ご飯にイワシを焼いて、それをおかずにして食べなはるなぁ」というくだりがあり、大阪・神戸間に電車が通じている時代設定になっている[86]。これらのことから江戸時代から近代まで、大阪の多くの家庭では麦飯に鰯が節分の食事であったことがわかる。
  - 奈良県では麦飯を炊くことを「麦をよます」と言い、「ようまわす」（良い世の中になる）ように験を担いで食べる[81]。
  - 江戸時代の京都の商家の日記に、節分の昼食に麦飯と白みそ汁、いわしを食べ、夜には鶴の吸物で酒を飲んだことが記されている[87]。
- とろろ汁 - 長野県では麦飯にとろろ汁をかけて食べる。トリガチと言って早食いをする。寒明けに胃袋を試すため大食するのが目的であるとする[88]。

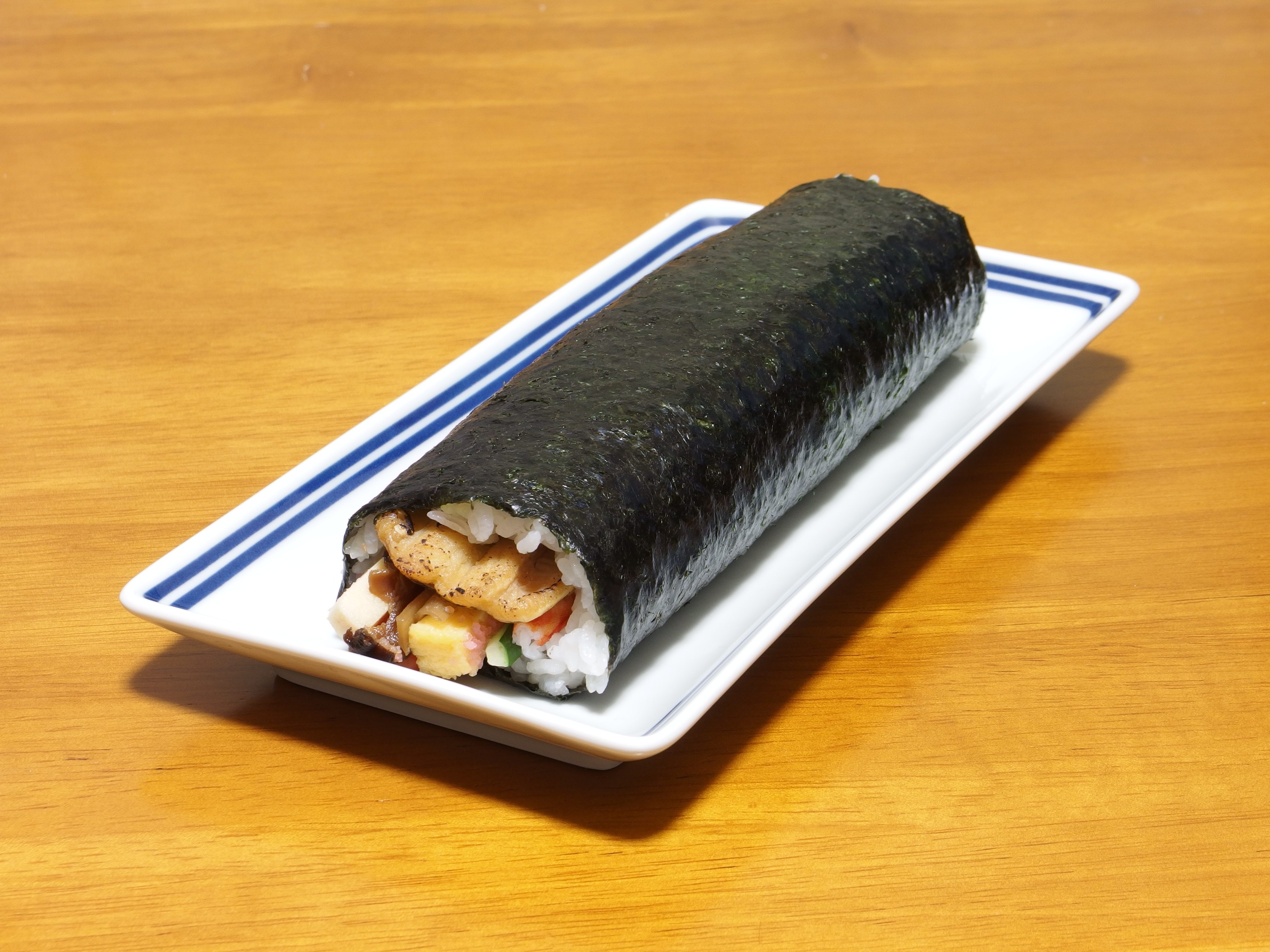
太巻き寿司

- 恵方巻 - 恵方を向いて願いごとをしながら、無言で丸かぶりすると縁起が良いとされる太巻き寿司。関西では「丸かぶり寿司」とも呼ぶ[89]。
- 蒟蒻 - 「腸の砂おろし」と呼び、「体内にたまった砂を出す」として食べる[90]。
- ナマコ - 島根県の隠岐では「砂おろし」と称し、ナマコを酢の物にして食べる習慣がある[91]。
- 水菜の辛子和え - 奈良県では麦飯や鰯のめ巻きとともに水菜の辛子和えを食べる[92]。
- カナガシラ（魚）の煮付け・とっぽいか（尺八いか）の煮付け・紅大根のなます - 長崎県長崎市では、「お金が貯まる」に通じる「カナガシラ」の煮付けと、ケンサキイカやヤリイカを巾着（財布）に見立て、米などを詰めて煮付けた「とっぽいか」の煮付け[93]、赤鬼の腕に似ている紅大根のなますを食べる[94]。[注釈 2]
- 鯨料理
  - 青森県八戸市鮫町の蕪嶋神社「節分厄除祭」では、直会にくじら汁を食べる習慣がある[96]。
  - 大坂船場安土町の水落家の「行事帳」文政6年（1823年）に、節分の行事食として「汁 くじら、大こん」とあり、江戸時代に大坂船場の商家ではくじら汁を食べる習慣があったことがわかる。
  - 島根県浜田市では、拍子木に切ったクジラの黒皮を炊き込んだ「くじら飯」を食べる[97]。
  - 山口県では「大きなものを食べると縁起が良い」として鯨の尾びれを水でさらした「尾羽毛（おばけ・おばいけ）」をはじめとする鯨料理を食べる風習がある[98][99]。
  - 長崎県では「金頭（かながしら）の煮付け」や「尺八イカの煮付け」とともに、鯨の小腸「百尋（ひゃくひろ）」の輪切りが節分の伝統料理として食べられていた[100]。
- 粕汁 - 奈良県をはじめ関西の寺院では、節分会にあたり参詣者や関係者に振る舞うところがある[101][102]。
- 干しかぶらの味噌汁 - 大阪市から河内地域にかけて、干したかぶを白みそ仕立ての味噌汁にし、無病息災を願って食べる習慣があった[103][104][105][106]。
- 厄除けぜんざい - 厄年の人がぜんざいを振る舞う「厄除けぜんざい」の風習が関西を中心に残っている[75]。
- 厄除け饅頭 - 大阪市を中心に、節分に社寺で厄除けをし、門前で販売される「厄除け饅頭」を親しい人に分け、厄落としをする習慣がある[107]。

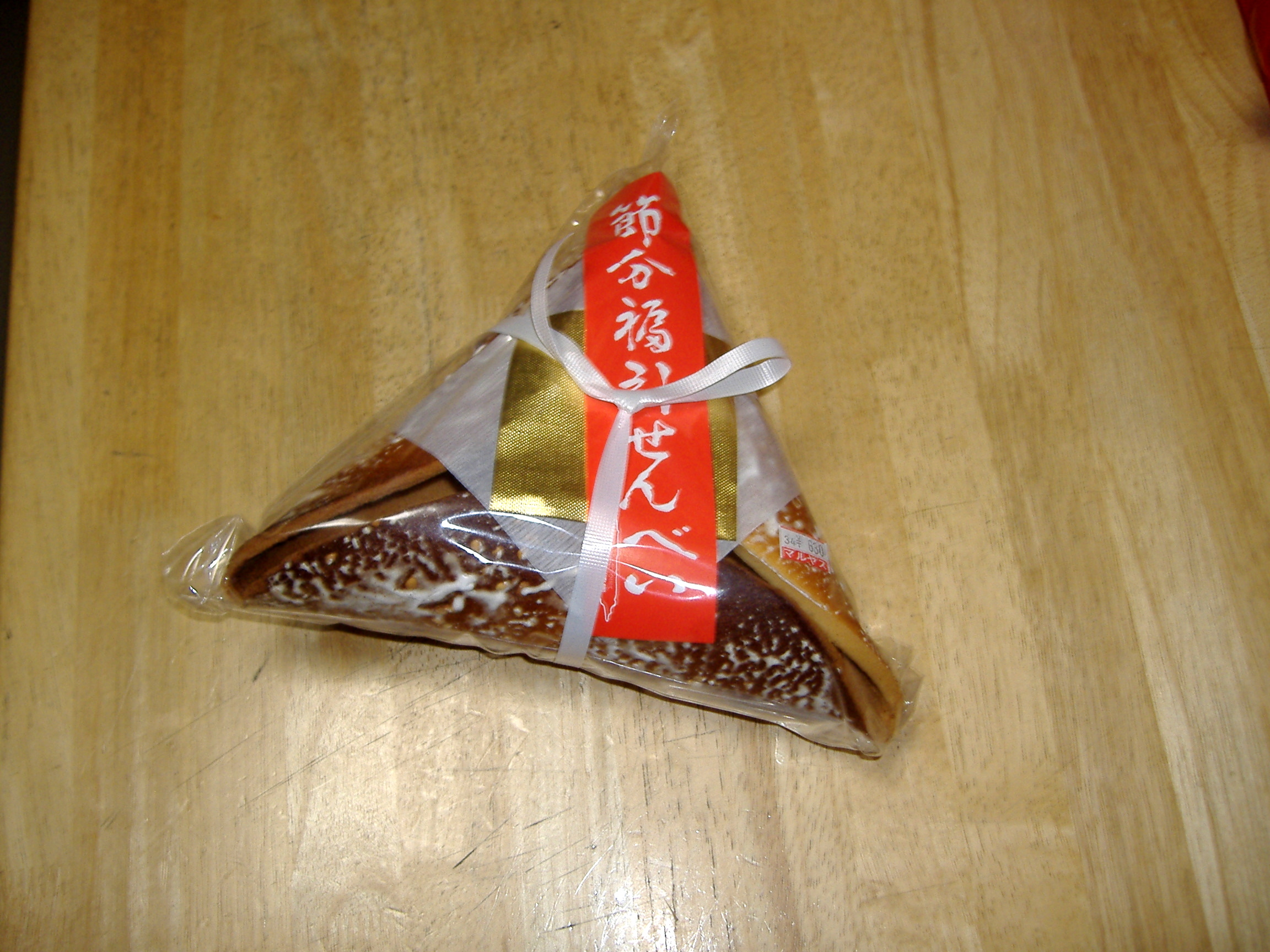
節分福引せんべい

- がらがら・福引煎餅 - 小麦粉と卵黄に砂糖で味付けた生地を焼いた煎餅の中におもちゃや縁起物の入った伝統的な食玩駄菓子。がらがらは、山梨県甲府市の大神宮節分祭の名物[108][109]。また、福引煎餅は、三重県津市で食べられる厄除けの煎餅[110]。
- 切山椒 - 切山椒は、糝粉に砂糖と山椒を炒った粉をまぜた生地を蒸して搗き、拍子木形に切って作った餅菓子で、山梨県甲府市の大神宮節分祭の名物[108]。
- 小判菓子 - 福井県小浜市で「一生お金に困らないように」と、炒り豆とともに神棚に供えて食べる小判の形をした縁起物の焼き菓子[111]。

## 節分祭・節分会
神社では節分祭（せつぶんさい）、寺院では節分会（せちぶんえ・せつぶんえ）の呼称が一般的である。

### 神社
- 鬼鎮神社（埼玉県嵐山町） - 「福は内、鬼は内、悪魔外」
- 三峯神社（埼玉県秩父市） - ごもっとも神事
- 五條天神社（東京都台東区）- うけらの神事。大儺の儀式が催行される
- 稲荷鬼王神社（東京都新宿区） - 「福は内、鬼は内」
- 大國魂神社（東京都府中市）- 境内に相撲場があり、八朔相撲祭りも行われる事から、力士が豆をまく
- 箱根神社（神奈川県箱根町） - 厚化粧の少女の巫女たちが水上スキーの鬼に豆を撒く
- 浜松八幡宮[注釈 3]（静岡県浜松市中央区） - 2日の夕刻に追儺式を行い、3日には豆まきを行う
- 海山道神社（三重県四日市市） - 狐の嫁入り神事。狐の新郎新婦と仲人、親族らの行列が、鬼の先導で境内を練り歩いて結婚式を挙げ、祝儀袋に入った福餅や福豆をまく[112]
- 日吉大社（滋賀県大津市） - 破魔矢を射る「放射の儀」
- 吉田神社（京都府京都市左京区） - 室町時代より続く伝統行事であり、古式に則った追儺式が行われる
- 須賀神社（京都府京都市左京区） - 和歌で書かれた懸想文（けそうぶみ）を売る、烏帽子、水干に覆面姿の「懸想文売り」が現れる。懸想文を鏡台や箪笥に忍ばせておくと、美しくなり、着物が増え、良縁に恵まれると伝えられる[113][114]
- 五條天神社（京都府京都市下京区） - 日本最古で船に稲穂を一束乗せただけの簡素な図案の「宝船図」が授与され、厄除け・病除けのご利益があるとされる。
- 八坂神社（京都府京都市東山区） - 舞妓の豆撒き
- 大原神社（京都府福知山市） - 「鬼は内、福は外」

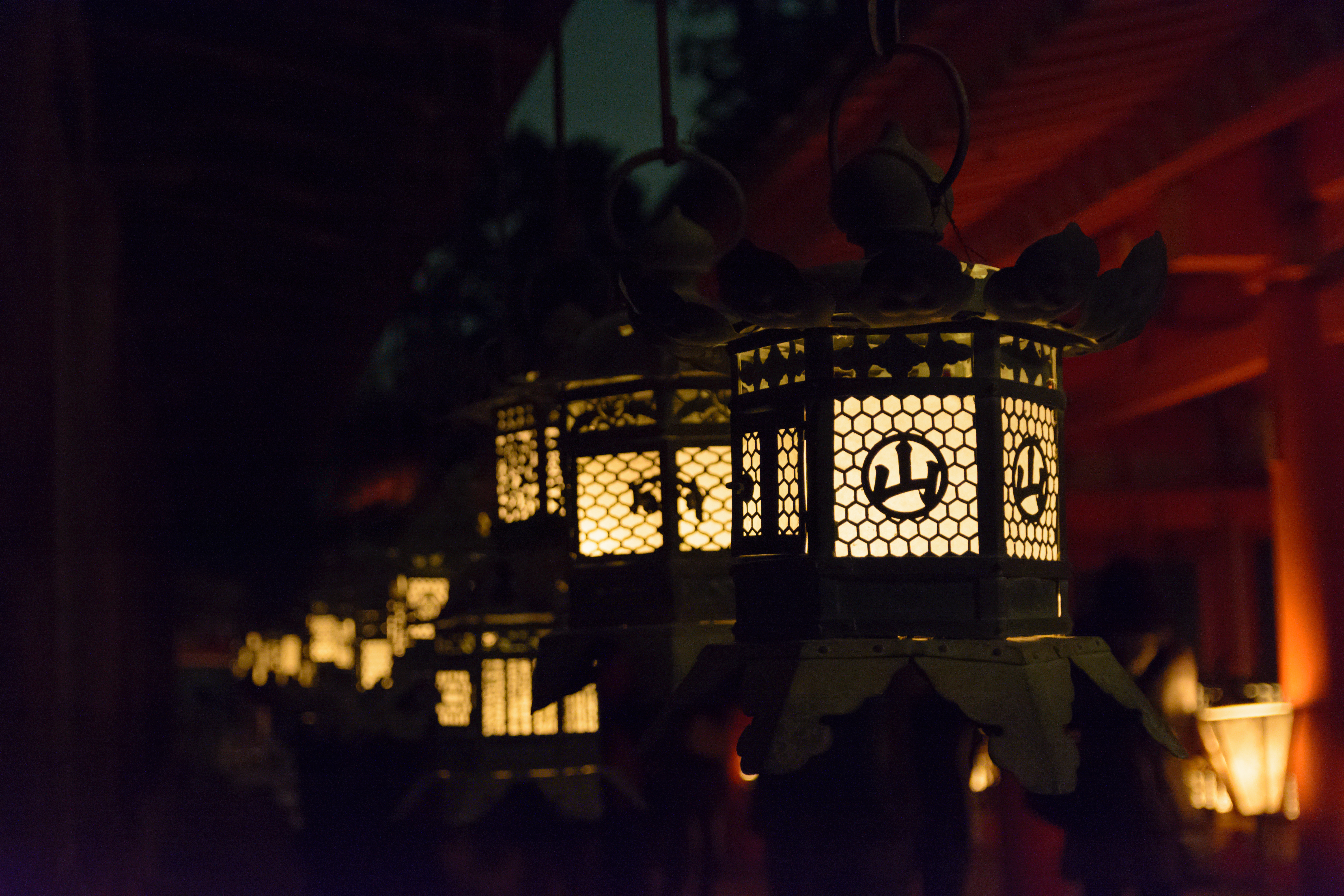
春日大社節分万灯籠

- 長田神社（兵庫県神戸市長田区） - 七匹の鬼が、松明で種々の災を焼き尽くし太刀で不吉を切り捨て、踊る
- 春日大社（奈良県奈良市） - 節分万燈籠。神前での舞楽奉納後、境内にある約3000基の燈籠すべてに火が灯される。
- 大和神社（奈良県天理市） - 節分祭・鬼やらい式。赤鬼、青鬼を矛を持った天狗が追い払う。
- 天河神社（奈良県吉野郡天川村） - 鬼の宿・節分祭。鬼は全ての意識を超えて物事を正しく見るとされているため、前日に「鬼の宿」という鬼迎えの神事を行い、節分祭では「鬼は内、福は内」と豆をまく。
- 吉備津神社（広島県福山市） - 豆まきのあと焚き火を囲んでほら吹き大会-ほら吹き放談神事
- 須佐神社（島根県出雲市） - 蘇民将来の説話にちなんで茅の輪くぐりや神楽の奉納がある
- 防府天満宮（山口県防府市） - 神くじにより御神幸祭の神牛役を定めるという牛替神事

### 寺院
- 中尊寺（岩手県平泉町） - 相撲力士を迎え、厄男厄女による厄払い招福を祈る
- 鑁阿寺（栃木県足利市） - 節分鎧年越。坂東武者に扮した市民など約200人が練り歩き、国宝の本堂に一同が集結して追儺式を行う。
- 龍光寺（群馬県富岡市） - 園児が厚化粧、裃を着て登場（稚児行列）
- 總願寺（埼玉県加須市） - 大たいまつの赤鬼、力士、稚児行列
- 成田山新勝寺（千葉県成田市） - 不動明王の前では鬼さえ改心するとされるため「福は内」のみ。相撲力士と、その年のNHK大河ドラマの主演を含む出演者がそれぞれ5名前後参加するのが恒例となっている
- 報恩寺（千葉県長南町） - 「福は内、鬼も内、鬼の目玉ぶっ飛ばせ!!」
- 浅草寺（東京都台東区） - 浅草観音の前には鬼はいないとされるため「千秋万歳（せんしゅうばんぜい）、福は内」と唱える[115]。浅草に縁のある落語家・演歌歌手などが参加する
- 池上本門寺（東京都大田区） - 境内に鬼子母神を祀るので「福は内」のみ。力道山の墓所があるため格闘技関係者（プロレスラー・プロボクサー）などが出仕する
- 高幡不動尊（東京都日野市） - 不動明王の前には鬼はいないとされるため「福は内」のみ[116]
- 高尾山薬王院（東京都八王子市） - 高尾山内や薬師如来の前には鬼はいないとされるため「福は内」のみ
- 川崎大師（神奈川県川崎市川崎区） - 境内には鬼はいないとされるため「福は内」のみ[117]
- 最乗寺（神奈川県南足柄市） - 舞妓の豆撒き
- 成田山福井別院（福井県坂井市） - 舞妓の豆撒き
- 宝光院（左目不動）（岐阜県大垣市） - 節分会はだか祭り
- 大須観音（愛知県名古屋市中区） - 鬼の面を寺宝としているため「福は内」のみ[118]

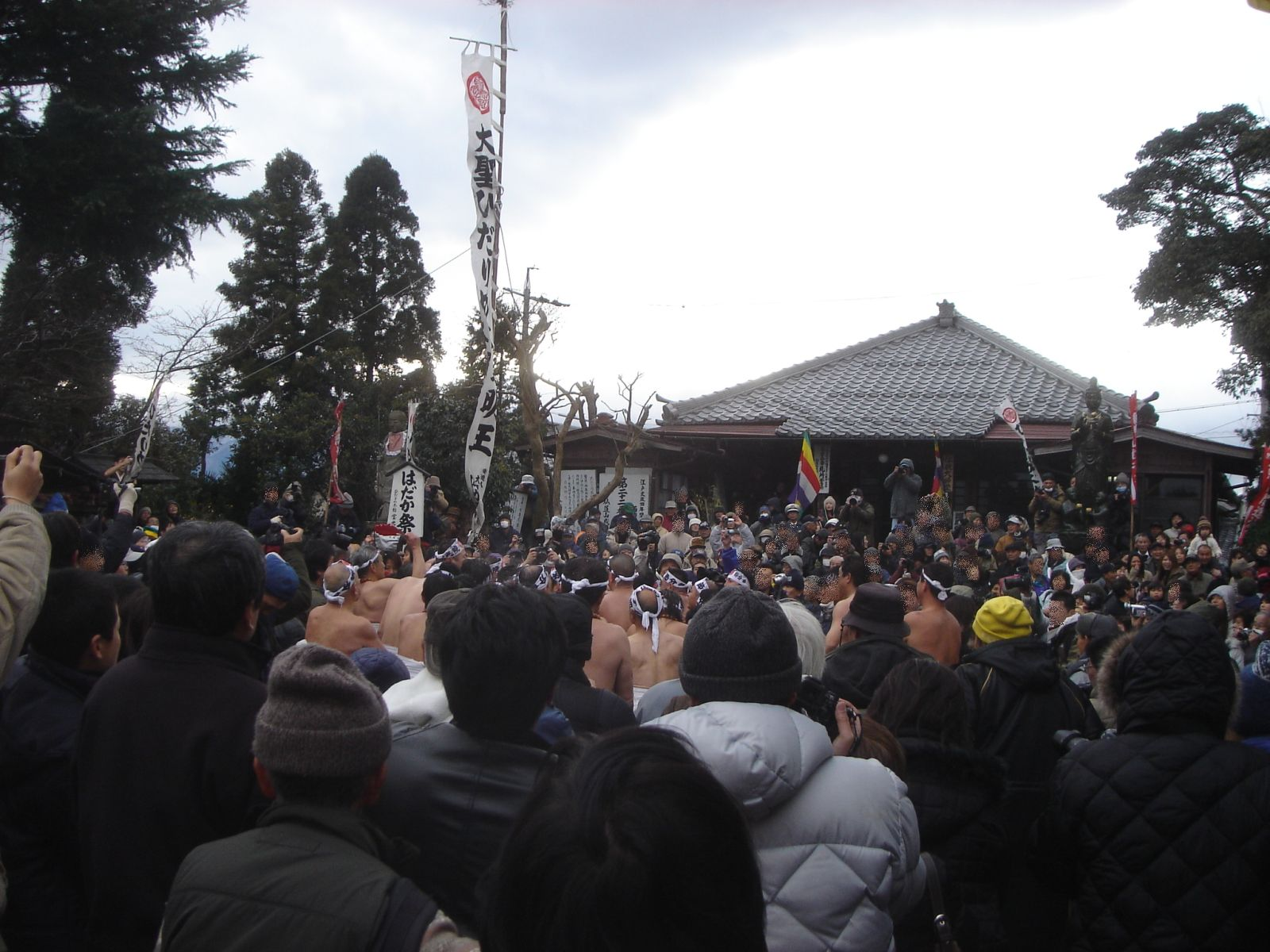
宝光院節分会はだか祭り

- 廬山寺（京都府京都市上京区） - 追儺式鬼法楽（ついなしきおにほうらく）。三色の鬼が舞い踊る[55]
- 壬生寺（京都府京都市中京区） - 壬生狂言が行われる
- あびこ観音（大阪府大阪市住吉区） - 節分厄除大法会。護摩焚きによる厄払いが主で、豆まきは行われない。門前で厄除け饅頭をお土産に買って親しい人に食べてもらい厄落としをする[119]。
- 東大寺（奈良県奈良市） - 節分万灯明・星祭。日中、古くなったお札やお守り等を火にあげる儀式「還宮（げんぐう）」と二月堂の舞台の上から「節分豆まき」が行われる。星に「除災与楽」を祈る法会「星祭り」は、二月堂本堂に万灯明を灯し、「星曼荼羅」を掲げて勤められる。
- 元興寺（奈良県奈良市） - 節分会柴燈大護摩供。山伏が弓矢と剣で魔を祓い、不動明王を勧進した大護摩を焚いて、山伏と一般参列者が火渡り行をする。八雷神や元興神の鬼の発祥地であるので、「福は内、鬼は内」と豆まきをする。
- 興福寺（奈良県奈良市） - 追儺会・鬼追い式。松明をかざして暴れまわる3匹の鬼が、毘沙門天によって退治された後、大黒天が打出の小槌で参拝者に福を授ける。年男による福豆まきが行われる。
- 法隆寺（奈良県生駒郡斑鳩町） - 追儺会。西円堂の周囲を回りながら松明を投げる鬼3匹を毘沙門天が退治。鬼の魔性を調伏する。
- 安倍文殊院（奈良県桜井市） - 節分銭ぶつけ厄払い大法要。恵方に当たる方位守護仏に年齢と同数の一円玉を投げ、厄除けをする。
- 信貴山朝護孫子寺（奈良県生駒郡平群町） - 節分鬼追式。鬼が松明や金棒を持ち本堂から僧侶や年男に追われ逃げ回る。鬼は寺内だけにおさまらず、里の家にも押しかける。

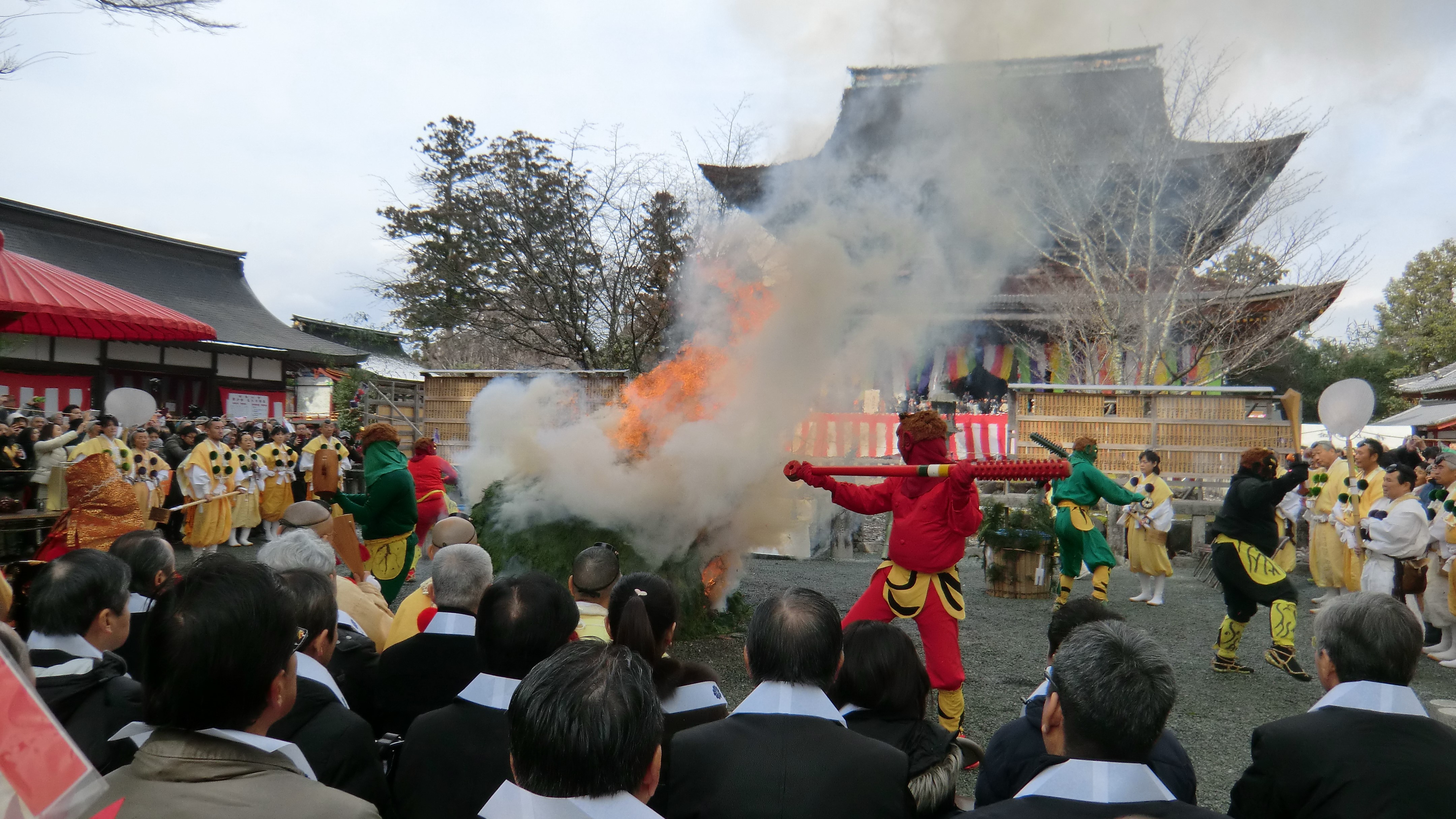
金峯山寺節分会

- 金峯山寺蔵王堂（奈良県吉野郡吉野町） - 節分会・鬼火の祭典。「福は内、鬼も内」と唱え、全国から追われてきた鬼を迎え入れ、経典の功徳や法力と豆まきによって、鬼たちを仏道に導く。
- 石手寺（愛媛県松山市） - 鬼に豆をぶつけるのではなく鬼が参拝者を「ささら」と呼ばれる竹の棒で叩き、厄を落として福をもたらす。

### その他
- 鬼恋節分祭（群馬県藤岡市） - 「福は内、鬼は内」。鬼呼び豆まき。合併で消滅した鬼石町の名にちなむ
- 鬼岩福鬼まつり（岐阜県御嵩町） - 「鬼は内」

## 関連作品
- 狂言
  - 「節分」 - 人妻に恋した鬼が、隠れ蓑、隠れ笠、打出の小槌を差し出して家に入れてもらうが、最後は豆を投げて追い出される。
  - 「福の神」 - 福の神の社に年越しの参拝にきた2人の男の前に福の神が現れ、神酒を飲みつつ豊かになる秘訣を諭す[120]。
- 歌舞伎
  - 「三人吉三廓初買」安政7年（1860年）初演、河竹黙阿弥作 - 「大川端の場」は、節分におとせという夜鷹から、百両の金を奪ったお嬢吉三が名ぜりふを発する[121]。
- 小唄
  - 「吉三節分」田島断、岡野知十作詞、草紙庵作曲 - 上記歌舞伎の名ぜりふを小唄にしたもの[122]。
- 落語
  - 「節分」（東京） - 夫婦が節分の掛取りをいかにやり過ごすかを描く[123]。
  - 「厄払い」（上方） - 節分に現れる「厄払い」の姿を描く[86]。
- 文学
  - 「鬼の角」（小説） 泉鏡花作、1894年。
- 音楽
  - 「豆まき」（童謡） - 作詞 日本教育音楽協会、作曲 日本教育音楽協会
    - ｢FUKU WA UCHI｣（DOMINO） - 上記楽曲のアレンジで、歌詞の内容も節分に基づいたもの。SUPER EUROBEATVol.164収録曲。

  - 福は内 鬼は外(細野晴臣) - 『HOSONO HOUSE』収録曲。